# Изумно
Изумно или Изъмна (на сръбски: Изумно или Izumno) е село в Югоизточна Сърбия, Пчински окръг, Град Враня, община Вранска баня.

## География
Селото се намира на 2 километра източно от общинския център Вранска баня, северозападно от село Дуга Лука, югоизточно от село Буйковац и югозападно от село Липовац.

## История
По време на Първата световна война селото е във военновременните граници на Царство България, като административно е част от Вранска околия на Врански окръг.

## Население
Според преброяването на населението от 2011 г. селото има 359 жители.

### Етнически състав
Данните за етническия състав на населението са от преброяването през 2002 г.
- сърби – 357 жители (100%)